# Marcha del Orgullo LGBT de Hermosillo
La Marcha del Orgullo Hermosillo  también conocida como Pride, es un evento que se celebra en el marco del Día Internacional del Orgullo LGBT y celebra la diversidad sexual y de género. Esta manifestación promueve los derechos y la igualdad para todos los miembros de la comunidad LGBT+.
A diferencia del resto del país, las protestas en Sonora y Hermosillo tienen un origen difuso producto de la violencia y la discriminación.

## Antecedentes
Como antecedente en México la primera marcha del orgullo, la primera Marcha del Orgullo LGBTTTI+ en México ocurrió un 29 de junio de 1979 bajo el nombre de Marcha del Orgullo Homosexual de México, donde participaron una treintena de jóvenes homosexuales en medio de un ambiente hostil contra las personas diversas. En esa ocasión los contingentes partieron del Monumento a los Niños Héroes hasta la desaparecida Plaza Carlos Finlay, por la calle Río Lerma.
En Hermosillo las primeras manifestaciones datan de la década de los 90, cuando la policía estatal usaba el Código de Faltas a la Moral para detener arbitrariamente a personas de la comunidad LGBT+ Ante el panorama, el colectivo Diverciudad realizó una marcha en protesta en algún momento entre 1998 y 1999. 
Desde esa fecha hasta mediados de la década de 2010, las protestas en favor de los derechos LGBT no ocurrían a modo de marcha. No era un evento constante, sino protestas que tenían lugar en diferentes momentos para impulsar iniciativas políticas o protestar en contra de la discriminación, en distintos puntos del estado. Poco a poco se irían conformando los movimientos en una marcha que se apegara a la tendencia tradicional de manifestarse en junio, a la par de los disturbios de Stonewall y de la primera marcha del orgullo en la Ciudad de México.

## Consolidación
No se tiene una fecha exacta sobre la conformación de la primera marcha del orgullo LGBT, pero ya se tienen noticias de manifestaciones colectivas alrededor de 2018 (una de ellas el 9 de junio). Debido al clima de la ciudad estas tenían lugar al caer la tarde en donde una caravana de trailers tomaba el boulevar Kino y Rodríguez. 
En los tiempos donde la violencia y la discriminación azotaban a Sonora, la manifestación halló seguridad en la Universidad de Sonora UNISON, por eso concluye rodeando el campus central y finalmente en las escalinatas del teatro Emiliana Zubeldía. A esto se suma que la organización ha sido en su mayoría por estudiantes que conformaron colectivos a la par. Hasta hoy no se tiene noticia de que las protestas hubiesen tomado el centro de la ciudad.

## Ediciones

### 2022
En 2022, la Marcha del Orgullo LGBT+ logró una asistencia histórica, pues participaron poco más de 12 mil personas, quienes se dieron cita en la capital sonorense para recorrer las calles y alzar la voz en la exigencia de igualdad de derechos y respeto. 

### 2023
Se llevó a cabo el 17 de junio bajo el lema El orgullo es nuestra fuerza, la marcha tuvo como objetivo visibilizar las luchas que aún quedan y fomentar el derecho a la comunidad. El contingente se  reunió en el cruce del bulevar Kino e Ignacio Soto en donde carros alegóricos que llevarían las banderas de la comunidad. 

### 2024
Consigna: Dignidad para las vidas trans.
La marcha del 2024 se realizó el 22 de junio e inició a las 17:00 horas en el bulevar Kino e Ignacio Soto, el contingente recorrió los bulevares Kino y Rodríguez, culminando a las 19:30 horas en las escalinatas del Museo y Biblioteca de la Universidad de Sonora. Comité de coalición para la organización de la marcha en donde estuvieron integrados 8 colectivos y alrededor de 40 personas voluntarias.  Entre los participantes se encontraban miembros de la comunidad LGBTQ+, también sus familiares, incluyendo niños, jóvenes y adultos, todos unidos en apoyo a la dignidad y respeto de las personas trans.
Al terminar la marcha, se llevó a cabo un festival en las escalinatas del Museo y Biblioteca de la Unison con la presentación de artistas locales y nacionales, como parte de la celebración del mes del orgullo. 

"Las personas que se suman a la marcha no son solo de la comunidad, y eso nos da mucho gusto, porque significa que las familias de las personas LGBTQ+, sus compañeros de trabajo y personas aliadas, cada vez son más los que se suman para apoyar la igualdad de derechos".
María Luisa Alatorre.